# Хадисоведение
Хадисове́дение (араб. علم الحديث‎, ильм аль-хади́с — наука хадиса) — целый ряд религиозных дисциплин, используемых мусульманскими учёными, целью которых является выявление степени достоверности хадисов и их передатчиков (рува́т).

## Определение
Наука о хадисах в целом делится на два направления:
- Первое направление (ильм аль-хадис аль-хасс би-р-ривая) изучает то, каким путём дошёл тот или иной хадис через цепочку передатчиков.
- Второе направление (ильм аль-хадис аль-хасс би-д-дирая) занимается установлением подлинности хадиса, его условий, видов, положений извлекаемых из него, положением его передатчиков и условий их приемлемости, и т. д.

Важной составной частью науки о хадисах является терминология хадиса (мусталах аль-хадис), которая занимается определением степени достоверности хадисов (сахих, хасан, даиф) и условий, по которым можно судить о них. Дисциплина, которая занимается выявлением приемлемости передатчиков хадисов называется илм ар-риджал (букв. «наука о мужах»).

## История
Принципы и правила передачи хадисов впервые были сформулированы в Коране и сунне Мухаммеда. Так, в Коране говорится:

О те, которые уверовали! Если нечестивец принесет вам весть, то разузнайте, чтобы не поразить по незнанию невинных людей, а не то вы будете сожалеть о содеянном.
—  49:6 (Кулиев)
А в одном из хадисов сообщается, что Мухаммед сказал:

Да порадует Аллах услышавшего от нас что-либо и передавшего (точно) так же, как он услышал это, ибо тот, кому передают, может усвоить это лучше слышавшего (непосредственно).
— Абу Иса ат-Тирмизи
Также:

Иногда передающий знание (передает его) тому, кто знает больше, чем он, и иногда передающий знания сам знающим не является.
— Абу Иса ат-Тирмизи, Абу Давуд, Ибн Маджа и Ахмад ибн Ханбаль
Во времена Мухаммада не существовало систематических сложенных правил и терминов касающихся хадисов. Каждый хадис переданный от его сподвижников учёными-табиинами считался полностью достоверным, однако во времена Первой Фитны и в последующие годы формируются некоторые группы, вроде хариджитов и шиитов, которые радикально отличались от ортодоксов-суннитов не только во второстепенных вопросах, но и в «основах религии». В ответ на это видные мусульманские учёные того времени формируют критерии, по которым можно судить о правдивости того или иного предания. Сообщается, что Мухаммад ибн Сирин говорил:

Они не спрашивали об иснаде, пока не случилась фитна. И говорили: «Назовите нам своих передатчиков (букв. мужей)». И смотрели, если они были из числа приверженцев Сунны, то брали их хадис, а если были из числа приверженцев нововведений (бида), то не брали от них хадис.
Оригинальный текст (ар.)لم يكونو يسألون عن الإسناد فلمّا وقعت الفتنة, قالوا: سمّوا لنا رجالكم. فينظر إلى أهل السنة فيأخذ حديثهم, و ينظر إلى أهل البدع فلا يأخذ حديثهم.

## Хадисоведческая литература
Несмотря на то, что основы хадисоведения а также других смежных наук освещались во многих трудах ранних имамов (аш-Шафии в книге «ар-Рисала», «аль-Джарх уат-та’диль» Абу Хатима ар-Рази, «аль-Маджрухун» Ибн Хиббана и др.), первой книгой, которая специализировалась на основах хадисоведения и его терминологии становится книга «аль-Мухаддис аль-Фасыль бейна ар-Рави уаль-Уа’и» кадия Абу Мухаммада аль-Хасана ибн Халлада ар-Рамахурмузи (ум. в 360 г.х.). Однако, как и все книги в нововведённых предметах, это книга не охватывала всех аспектов этой науки и Ибн Хаджар аль-Аскалани говорил о ней: «…она не была всеобъемлющей».
Следующей книгой на тему хадисоведения и его терминологии после книги ар-Рамахурмузи стал труд Абу Абдуллаха аль-Хакима ан-Найсабури (ум. в 405 г.х.), которая именовалась «Ма’рифат ’улум аль-хадис». В ней были упомянуты около пятидесяти хадисоведческих дисциплин, однако Ибн Хаджар был о ней не лучшего мнения.
Затем другой знаменитый учёный, мухаддис, факих, историк аль-Хатиб аль-Багдади пишет свои труды «аль-Кифая фи ’ильм ар-ривая» и «аль-Джами’ ли-ахлак ар-рави уа адаб ас-сами’», в которых он не оставляет неупомянутой ни одну из дисциплин науки хадиса. Книги аль-Хатиба становятся каноническими трудами, на которые опирались последующие улемы.
Из других книг, посвящённых хадисоведческим наукам и терминологии хадиса можно упомянуть труды Кадия Ийада ибн Мусы (ум. в 544 г.х.) «аль-Ильма’ иля ма’рифати усуль ар-ривая уа такйид ас-сама’» и Абу Хафса Умара ибн Абдуль-Маджида аль-Маййаниджи (ум. в 580 г.х.) «Ма ля яси’у-ль-мухаддису джахлюху».
Книга Абу Амра Усмана ибн Абдуррахмана аш-Шахразури, который более известен как Ибн ас-Салах, «Ма’рифат ануа’ ’ильм аль-хадис», из-за обширности собранных в ней сведений и всеобщей известности среди хадисоведов эта книга стала базой в науке хадиса для последующих поколений. На эту книгу Ибн ас-Салаха было написано множество комментариев, пояснений и дополнений:
- «ат-Такйид уаль-идах лима атлака уа аглака мин китаб ибн ас-Салах» Зейн ад-Дина аль-Ираки.
- «аль-Ифсах ’ан накт ибн ас-Салах» Ибн Хаджара аль-Аскаляни.
- Сокращенный, исправленный и дополненный вариант хафиза аль-Балькини[араб.] «Махасин аль-истилах фи тадмин китаб ибн ас-Салах»
- Резюмированный и кратко изложенный вариант Мухйддина ан-Навави в его книгах «аль-Иршад» и «ат-Такриб уат-тайсир ли-ма’рифати сунан аль-башир уан-назир».
  - Позже ас-Суюти написал пояснения к этой книге под названием «Тадриб ар-Рави фи шарх такриб ан-Навави».
- «аль-Манхаль ар-рави филь-хадис ан-набави» Бадр ад-Дина Мухаммада ибн Ибрахима ибн Джамаа аль-Кинани (ум. в 733 г.х.).
  - Позже на его книгу написал пояснения его внук Иззуддин Мухаммад ибн Абу Бакр ибн Джамаа (ум. в 819 г.х.) под названием «аль-Минхадж ас-сави фи шархиль-манхаль ан-рави».
- «Ихтисар ’улум аль-хадис» Исмаила ибн Касира.
  - Позже на книгу Ибн Касира пояснения написал Ахмад Мухаммад Шакир в книге «аль-Ба’ис аль-хасис».

Также на книгу Ибн ас-Салаха было написано несколько стихотворных изложений (назм):
- «Назм ад-дурар фи ильм аль-асар» Абдуррахима ибн аль-Хусейна Зайнуддина аль-Ираки на которую он сам же и написал укороченное и более длинное пояснения.
  - На шарх Зайнуддина аль-Ираки написали комментарии Бурхануддин аль-Бака’и (ум. в 885 г.х.) («ан-Накт аль-Уафия бима фи шарх аль-альфия») и Касим ибн Кутлубга (ум. в 879 г.х.).
  - Пояснения для «Назм ад-дурар» также написал ас-Сахави (ум. в 902 г.х.) под названием «Фатх аль-мугис фи шарх альфия аль-хадис», которая является одной из самых обширных книг в области основ хадисоведения.
- У ас-Суюти есть альфия («тысячестишие»), которую сравнивают с «Назм ад-дурар» аль-Ираки. Как упоминает сам ас-Суюти в конце этой поэмы, он написал её за пять дней и она является одной из самых объёмных стихотворений по науке хадиса. Затем он начинает писать пояснения к ней под названием «аль-Бахруль-лязий захар фи шарх альфия аль-асар», но не успевает довести до конца.

Наиболее известные книги посвящённые науке хадиса:
- «аль-Иктирах» — Ибн Дакик аль-Ид.
- «аль-Халаса фи усуль аль-хадис» — Шарафуддин Хасан ибн Мухаммад ат-Тыби.
- «Мухтасар (фи улум аль-хадис)» — приписывается Али аль-Джурджани.
- «ат-Тазкира» — Сираджуддин Ибн Мулаккин.
- «Танких аль-анзар» — Ибн аль-Уазир аз-Зейди.
- «Нухбат аль-фикар фи ахль аль-асар» — Ибн Хаджар аль-Аскаляни.
- «аль-Касыда аль-Гарамия» — Абуль-Аббас Шихабуддин Ахмад ибн Фарах аль-Ишбили.
- «аль-Манзума аль-Байкуния» — Умар ибн Мухаммад ибн Футух аль-Байкуни.

## Классификация хадисов
- Сахи́х — так хадисоведы называют хадис, цепочка которого не оборвана, передатчики от первого до последнего отличаются беспристрастностью и точностью, в силу чего в его иснаде нет отклонений (шазз) и недостатков (илля)[7].
- Ха́сан — хадис, степень которого чуть ниже уровня хадисов сахих, но все его передатчики заслуживают доверия и его иснад не содержит отклонений и недостатков[7].
- Даи́ф — хадис, который не удовлетворяет условиям приемлемости и не может быть зачислен в категорию хасан или сахих[7].
- Мауду́ — подложный хадис, который является измышленной ложью на Мухаммада. Такой хадис по единодушному мнению мусульманских учёных запрещено передавать другим, если только целью не является разъяснение его ложности[7].

## Мухаддисы
Учёных, которые занимаются наукой хадиса, её терминологией, обладают широкими познаниями в критериях приемлемости хадисов и различных преданий называют мухадди́сами. Мухаддисы занимаются собранием текстов хадисов и проверкой цепочки передатчиков на наличие лжецов, еретиков, неточностей, и других вещей по отсутствию/наличию которых можно будет судить о степени достоверности предания.

## Сборники хадисов
В первые века распространения ислама все религиозные знания, в том числе Коран и хадисы, распространялись устным путём — от сподвижника, который пересказывал слова пророка Мухаммада или повествовал об его действиях, к ученику, который запоминал всё это и, в свою очередь, передавал эти знания своим ученикам. Однако, когда сподвижники по мере распространения религии ислама стали разъезжаться по разным концам халифата и в связи с общим уменьшением их количества, большое внимание стало уделяться записи хадисов и их сохранению в письменной форме. Известный своей приверженностью к сунне и набожностью халиф Умар ибн Абдул-Азиз писал жителям Медины:

Ищите хадисы посланника Аллаха, мир ему и благословение Аллаха, и записывайте их, ибо, поистине, боюсь я, что исчезнет знание и уйдут знающие.
— «Сунан» ад-Дарими
Первым сборником хадисов, в котором хадисы классифицированы согласно различным разделам фикха, стал сборник имама Малика ибн Анаса аль-Муватта́. Первым же, кто начал классифицировать хадисы по именам их передатчиков стал Абу Давуд ат-Таялиси. Впоследствии мусульманскими учёными были составлены множество сборников хадисов, которые можно разделить на следующие виды:

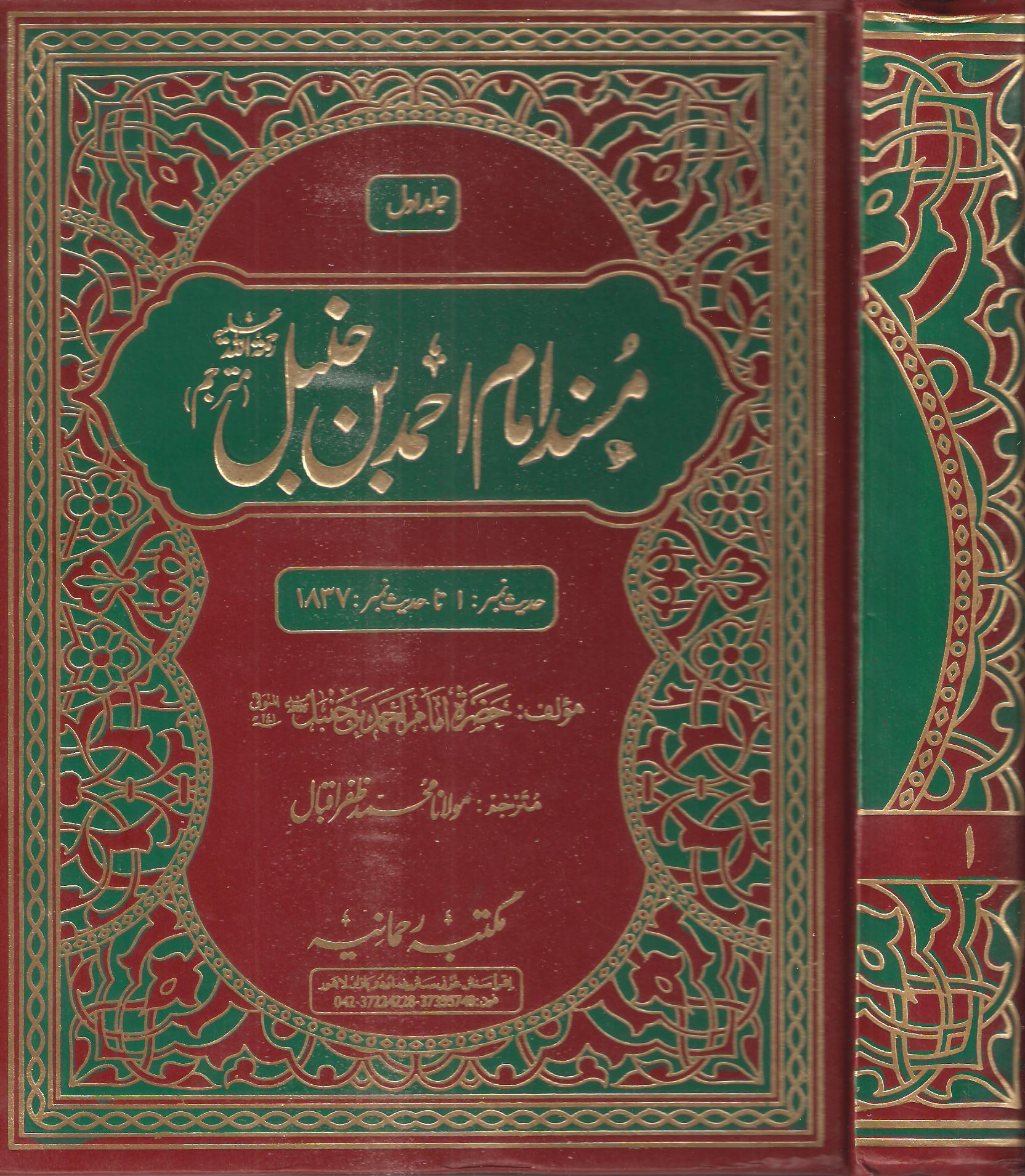
«Муснад» Ахмада ибн Ханбаля

- Джа́ми — например, «Джами’ ас-Сахих» Мухаммада аль-Бухари, в котором собраны хадисы по разным отраслям шариатского знания, в том числе по акыде, установлениям шариата, этике и тафсиру.
- Му́снад — например, «Муснад» Ахмада ибн Ханбаля, в котором хадисы классифицированы согласно именам передатчиков хадисов.
- Му́джам — так называют те сборники, в котором хадисы собраны согласно именам своих шейхов, чаще всего в алфавитном порядке. Например, «Му’джам аль-кабир», «Му’джам аль-аусат» и др.
- И́ляль — сборники, в которых собраны хадисы имеющие различные недостатки. Например, «Китаб аль-’Иляль» ад-Даракутни и Абу Хатима.
- Атра́ф — так называются те сборники, в которых сначала приводятся части отдельных хадисов, которые служат указанием на всё остальное, и приводится их цепочки передатчиков. Например, «Тухфат аль-ашраф би-ма’рифат аль-атраф» Абуль-Хадджаджа аль-Миззи[англ.].
- Муста́драк — так именуются те своды хадисов, которые служат дополнением к другим сборникам и отвечают требованиям их составителей. Например, «аль-Мустадрак аля ас-Сахихайн» аль-Хакима ан-Найсабури.